# Lidia Șimon
Lidia Elena Slăvuţeanu-Șimon (Târgu Cărbunești, 4 settembre 1973) è una maratoneta e mezzofondista rumena, campionessa mondiale di maratona nel 2001.

## Record nazionali

### Seniores
- Mezza maratona: 1h08'34 ( Tokyo, 10 gennaio 2000)

## Palmarès
| Anno | Manifestazione             | Sede             | Evento        | Risultato | Prestazione | Note                                     |
| ---- | -------------------------- | ---------------- | ------------- | --------- | ----------- | ---------------------------------------- |
| 1995 | Mondiali                   | Göteborg         | Maratona      | 10ª       | 2h33'18     |                                          |
| 1996 | Giochi olimpici            | Atlanta          | Maratona      | 6ª        | 2h31'04     |                                          |
| 1996 | Mondiali di mezza maratona | Palma di Maiorca | Individuale   | Argento   | 1h10'57     |                                          |
| 1997 | Mondiali                   | Atene            | Maratona      | Bronzo    | 2h31'55     |                                          |
| 1997 | Mondiali di mezza maratona | Košice           | Individuale   | Bronzo    | 1h09'05     |                                          |
| 1998 | Europei                    | Budapest         | 10000 m piani | Bronzo    | 31h32'64    | Miglior prestazione personale            |
| 1998 | Mondiali di mezza maratona | Zurigo           | Individuale   | Bronzo    | 1h08'58     |                                          |
| 1999 | Mondiali                   | Siviglia         | Maratona      | Bronzo    | 2h27'41     |                                          |
| 2000 | Giochi olimpici            | Sydney           | Maratona      | Argento   | 2h23'22     |                                          |
| 2000 | Mondiali di mezza maratona | Veracruz         | Individuale   | Bronzo    | 1h10'24     |                                          |
| 2001 | Mondiali                   | Edmonton         | Maratona      | Oro       | 2h26'01     |                                          |
| 2004 | Giochi olimpici            | Atene            | Maratona      | dnf       | dnf         |                                          |
| 2007 | Mondiali                   | Osaka            | Maratona      | 5ª        | 2h31'26     | Miglior prestazione personale stagionale |
| 2008 | Giochi olimpici            | Pechino          | Maratona      | 8ª        | 2h27'51     |                                          |
| 2009 | Mondiali                   | Berlino          | Maratona      | 21ª       | 2h32'03     |                                          |
| 2010 | Europei                    | Barcellona       | Maratona      | 10ª       | 2h36'52     |                                          |
| 2012 | Giochi olimpici            | Londra           | Maratona      | 35ª       | 2h42'36"    | Miglior prestazione personale stagionale |

## Altre competizioni internazionali
1994
- Oro alla Maratona di Kastoria ( Kastoria) - 2h32'38"
- Oro alla Maratona di Lione ( Lione) - 2h33'59"

1997
- Bronzo alla Maratona di Londra ( Londra) - 2h27'11"

1998
- 5ª alla Maratona di Londra ( Londra) - 2h28'41"

1999
- Oro alla Mezza maratona di Sapporo ( Sapporo) - 1h08'51"

2000
- Argento alla Maratona di Londra ( Londra) - 2h24'36"
- 4ª alla Mezza maratona di Tokyo ( Tokyo) - 1h08'34"

2001
- 4ª alla Maratona di Londra ( Londra) - 2h24'15"
- Oro alla Mezza maratona di Sapporo ( Sapporo) - 1h09'46"

2003
- 19ª alla Maratona di Chicago ( Chicago) - 2h40'54"
- 4ª alla Mezza maratona di Virginia Beach ( Virginia Beach) - 1h11'58"
- 13ª alla Mezza maratona di Sapporo ( Sapporo) - 1h13'59"

2004
- Argento alla Maratona di Vienna ( Vienna) - 2h30'40"

2005
- Oro alla Mezza maratona di Miyazaki ( Miyazaki) - 1h09'58"
- Argento alla Mezza maratona di Denver ( Denver) - 1h17'02"
- 10ª alla Boulder International Challenge ( Boulder) - 34'32"

2006
- 11ª alla Maratona di Chicago ( Chicago) - 2h30'39"
- 13ª alla Mezza maratona di Miyazaki ( Miyazaki) - 1h11'57"
- 5ª alla Mezza maratona di Virginia Beach ( Virginia Beach) - 1h12'07"
- 14ª alla Peachtree Road Race ( Atlanta) - 33'17"
- 7ª alla Crescent City Classic ( New Orleans) - 33'46"
- 18ª alla Boulder International Challenge ( Boulder) - 35'47"

2007
- Oro alla Maratona di Shanghai ( Shanghai) - 2h29'28"
- 4ª alla Mezza maratona di Okayama ( Okayama) - 1h10'47"
- Bronzo alla Mezza maratona di Denver ( Denver) - 1h16'11"
- 14ª alla Boulder International Challenge ( Boulder) - 35'18"

2008
- 8ª alla Maratona di New York ( New York) - 2h30'04"
- 5ª alla Boulder International Challenge ( Boulder) - 33'31"

2009
- 11ª alla Great North Run ( Newcastle upon Tyne) - 1h12'20"
- 6ª alla Great Manchester Run ( Manchester) - 33'46"
- 7ª alla Boulder International Challenge ( Boulder) - 34'28"

2010
- Bronzo alla Mezza maratona di Seattle ( Seattle) - 1h13'21"

2011
- Oro alla Maratona di Osaka ( Osaka) - 2h32'48"
- Oro alla Mezza maratona di Denver ( Denver) - 1h14'54"
- 14ª alla Peachtree Road Race ( Atlanta) - 35'03"

2012
- Oro alla Maratona di Osaka ( Osaka) - 2h33'14"
- 5ª alla Boulder International Challenge ( Boulder) - 36'02"

2013
- Oro alla Mezza maratona di Denver ( Denver) - 1h18'01"
- Oro alla Boulder International Challenge ( Boulder) - 34'06"
- 28ª alla Peachtree Road Race ( Atlanta) - 34'40"

2014
- 22ª alla Maratona di Boston ( Boston) - 2h36'47"